# Championnat du Mali de football 2014-2015
Navigation
Saison précédente Saison suivante
La saison 2014-2015 du Championnat du Mali de football est la 48e édition de la première division malienne à poule unique, la Première Division. Les seize meilleurs clubs maliens sont regroupés au sein d'une poule unique où ils s'affrontent deux fois, à domicile et à l'extérieur. En fin de saison, les trois derniers du classement sont relégués en fin de saison et remplacés par les trois meilleurs clubs de Deuxième division.
C'est le tenant du titre, le Stade malien, qui est à nouveau sacré cette saison après avoir terminé en tête du classement final, avec six points d'avance sur le club des Onze Créateurs de Niaréla et douze sur l'USFAS Bamako. C'est le vingtième titre de champion du Mali de l'histoire du club, le cinquième succès en six saisons.

## Qualifications continentales
Le vainqueur du championnat et son dauphin se qualifient pour la Ligue des champions de la CAF 2016. Le troisième du classement et le vainqueur de la Coupe du Mali obtiennent quant à eux leur billet pour la Coupe de la confédération 2016. Si le vainqueur de la Coupe se classe parmi les trois premiers, c'est le quatrième du classement qui récupère la place vacante.

## Les clubs participants
| - Djoliba AC - AS Real Bamako - CO Bamako - AS Sabana - Promu de Deuxième division - Centre Salif-Keita - Onze Créateurs de Niaréla - AS Police Bamako - Mamahira AC - Promu de Deuxième division | - Stade malien - CS Duguwolofila - AS Avenir - Promu de Deuxième division - AS Nianan - AS Bakaridjan - AS Bamako - USFAS Bamako - ASO Missira |

## Compétition

### Classement
Le barème de points servant à établir le classement se décompose ainsi :
- Victoire : 3 points
- Match nul : 1 point
- Défaite : 0 point

| Rang | Équipe                    | Pts | J  | G  | N  | P  | Bp | Bc | Diff |
| ---- | ------------------------- | --- | -- | -- | -- | -- | -- | -- | ---- |
| 1    | Stade malien'T'C          | 50  | 22 | 16 | 2  | 4  | 35 | 12 | +23  |
| 2    | Onze Créateurs de Niaréla | 44  | 22 | 11 | 11 | 0  | 36 | 13 | +23  |
| 3    | USFAS Bamako              | 38  | 22 | 12 | 2  | 8  | 28 | 24 | +4   |
| 4    | AS Bakaridjan             | 36  | 22 | 9  | 9  | 4  | 24 | 17 | +7   |
| 5    | AS Real Bamako            | 36  | 22 | 9  | 9  | 4  | 28 | 14 | +14  |
| 6    | CS Duguwolofila           | 32  | 22 | 8  | 8  | 6  | 21 | 17 | +4   |
| 7    | AS Police                 | 27  | 22 | 6  | 9  | 7  | 23 | 24 | -1   |
| 8    | AS Nianan                 | 27  | 22 | 8  | 3  | 11 | 22 | 27 | -5   |
| 9    | Mamahira ACP              | 22  | 22 | 5  | 7  | 10 | 18 | 32 | -14  |
| 10   | ASO Missira               | 18  | 22 | 4  | 6  | 12 | 11 | 29 | -18  |
| 11   | AS Bamako                 | 15  | 22 | 4  | 3  | 15 | 13 | 26 | -13  |
| 12   | AS SabanaP                | 13  | 22 | 2  | 7  | 13 | 13 | 37 | -24  |
| 13   | CO Bamako                 | 21  | 12 | 5  | 6  | 1  | 11 | 6  | +5   |
| 14   | Djoliba AC                | 20  | 13 | 6  | 2  | 5  | 14 | 14 | 0    |
| 15   | Centre Salif-Keita        | 15  | 13 | 4  | 3  | 6  | 11 | 15 | -4   |
| 16   | AS AvenirP                | 6   | 14 | 1  | 3  | 10 | 7  | 28 | -21  |

|  | Qualification pour la Ligue des champions de la CAF 2016                             |
|  | Qualification pour la Coupe de la confédération 2016                                 |
|  | Retrogradation en Deuxième division                                                  |
|  | T : Tenant du titre C : Vainqueur de la Coupe du Mali P : Promu de Deuxième division |

- Le CO Bamako, Djoliba AC, le Centre Salif-Keita et l'AS Avenir ont été disqualifiés et tous leurs matches ont été annulées pour cumul de 3 forfaits.

## Bilan de la saison
| Championnat du Mali de football 2014-2015 |                           |
| Champion                                  | Stade malien (20e titre)  |
| Coupes et trophées                        |                           |
| Vainqueur de la Coupe du Mali 2014-2015   | Stade malien              |
| Qualifications continentales              |                           |
| Ligue des champions de la CAF 2016        | Stade malien              |
| Ligue des champions de la CAF 2016        | Onze Créateurs de Niaréla |
| Coupe de la confédération 2016            | USFAS Bamako              |
| Coupe de la confédération 2016            | AS Bakaridjan             |
| Promotions et relégations                 |                           |
| Promus en Division 1                      | Débo Club                 |
| Promus en Division 1                      | Lafia Club                |
| Promus en Division 1                      | USC Kita                  |
| Promus en Division 1                      | US Bougouni               |
| Relégués en Division 2                    | Aucun                     |